# Издаја (ТВ серија из 2022)
Издаја (тур. Aldatmak) турска је телевизијска серија, снимана од 2022. до 2024.
У Србији је емитује Прва српска телевизија од 6. маја 2024.

## Радња
Гузиде Јанерсој јe изузетно цењена суткиња у породичном суду, која живи у Истанбулу. Брак који траје три деценије и двоје деце сврстава je у прави узор савршених породица. Њен супруг Тарик je успешни адвокат, син Озан грађевински инжињер, a кћи Ојлум на мајчину препоруку студира медицину у Холандији. Али Гузиде није ни свесна да ће се духови прошлости надвити над њеном савршеном породицом и сазнати да je њени најмилији све време обмањују.
Ојлум се спрема за пут у Сједињене Америчке Државе да тамо студира модерни плес, син Озaн непромишљено улаже у криповалуту, a Тарик, ни мање — ни више, има паралелну породицу. Гузиде ће се суочити са реалношћу новог живота и покушати да од остатака старог скроји неки нови који ће проживети миру.

## Улоге
| Глумац         | Улога                   |
| -------------- | ----------------------- |
| Вахиде Перчин  | Гузиде Озгудер Јанерсој |
| Еркан Кесал    | Али Сезај Окумуш        |
| Мустафа Угурлу | Мурат Тарик Јанерсој    |
| Јусуф Чим      | Озан Јанерсој           |
| Џем Бендер     | Олтан Кашифоглу         |
| Џанер Шахин    | Толга Кашифоглу         |
| Фејза Севил    | Ојлум Јанерсој          |
| Асена Гиришкен | Јешим Денизерен         |
| Џем Сургит     | Умут Озгудер            |
| Мелтем Бајток  | Назан Токлуца           |

## Епизоде
| Сезона | Сезона | Број епизода (н) | Приказивање у Турској                 | Приказивање у Србији                  |
| ------ | ------ | ---------------- | ------------------------------------- | ------------------------------------- |
|        | 1      | 35               | 22. септембар 2022 — 15. јун 2023. () | 6. мај 2024 — 26. септембар 2024. ()  |
|        | 2      | 36               | 7. септембар 2023 — 6. јун 2024. ()   | 26. септембар 2024 — 7. март 2025. () |